# Jim: The James Foley Story
Jim: The James Foley Story es una película documental estadounidense de 2016 sobre la vida del periodista y corresponsal de guerra James "Jim" Foley, dirigida por Brian Oakes. Se estrenó en el Festival de Cine de Sundance el 23 de enero de 2016 y en HBO el 6 de febrero de 2016.

## Sinopsis
Dirigida por el amigo de la infancia de Foley, Brian Oakes, la película narra la vida del fotoperiodista estadounidense James "Jim" Foley. El Día de Acción de Gracias de 2012, Foley fue secuestrado en Siria mientras informaba sobre la Guerra Civil Siria y desapareció durante dos años. El infame video de su decapitación en agosto de 2014, supuestamente como respuesta a los ataques aéreos estadounidenses en Irak, presentó a gran parte del mundo al Estado Islámico de Irak (ISIS). Las entrevistas con familiares, amigos, colegas periodistas y otros rehenes brindan información sobre el carácter, el trabajo, el cautiverio y el legado de Foley.

## Recepción
En enero de 2017, esta película tiene una calificación del 91% en Rotten Tomatoes, según 22 reseñas y una puntuación media de 6,9/10. También tiene una puntuación de 73 sobre 100 en Metacritic, basada en 8 críticos, lo que indica "críticas generalmente favorables". La película ganó el premio Primetime Emmy al mérito excepcional en la realización de documentales y el premio del público: documental en el Festival de Cine de Sundance de 2016.

## Música
La película recibió una nominación al Premio Óscar a la Mejor Canción Original por la canción "The Empty Chair", escrita por J. Ralph y Sting e interpretada por Sting.